# Une vie volée (telenovela, 2011)
A Vida da Gente est une telenovela brésilienne diffusée du 26 septembre 2011 au 2 mars 2012 sur Rede Globo.
En France, A Vida da Gente (« Notre vie ») est diffusée sur Outre-Mer 1re sous le nom de Une vie volée du 28 juillet 2014 au 31 octobre 2014, sur France Ô en 2015 et sur IDF1 en 2017.
Une vie volée est disponible sur M6 en intégralité via la plateforme 6play depuis le 4 octobre 2018.

## Synopsis
L'histoire raconte le tragique destin de deux sœurs : Manuela et Ana dont la complicité et l'amour font leurs forces. Ana aime Rodrigo, son amour d'enfance. C'est avec lui qu'elle aura une merveilleuse petite fille à l'âge de 17 ans nommée Julia. Mais Ana tentant de s'enfuir avec sa sœur de chez eux subit un accident de voiture et tombe dans le coma à l'âge de 17 ans. À son réveil, elle devra faire face à un véritable triangle amoureux puisque sa sœur a élevé sa fille et s'est mariée avec Rodrigo.

## Acteurs et personnages
| Acteur/Actrice                      | Personnage                       |
| ----------------------------------- | -------------------------------- |
| Fernanda Vasconcellos               | Ana Fonseca                      |
| Marjorie Estiano (VF : Lou Viguier) | Manuela Fonseca Macedo           |
| Ana Béatriz Nogueira                | Eva Fonseca                      |
| Rafael Cardoso                      | Rodrigo Macedo                   |
| Thiago Lacerda                      | Dr. Lúcio Pires                  |
| Paulo Betti                         | Jonas Macedo                     |
| Regiane Alves                       | Cristiane "Cris" Oliveira Macedo |
| Nicette Bruno                       | Iná Fonseca                      |
| Stênio Garcia                       | Laudelino                        |
| Marcello Airoldi                    | Cícero Moraes                    |
| Daniela Escobar                     | Suzana Ybarra Moraes             |
| Gisele Fróes                        | Vitória Azevedo Prates           |
| Ângelo Antônio                      | Marcos Prates                    |
| Sthefany Brito (VF: Lou Viguier)    | Alice Ybarra Moraes              |
| Maria Eduarda                       | Fernanda "Nanda" Macedo          |
| Malu Valle                          | Vivian "Vivi" Mourão             |
| Luiz Carlos Vasconcelos             | Renato Nogueira Martins          |
| Jesuela Moro                        | Júlia Fonseca (segunda fase)     |
| Malu Galli                          | Dora                             |
| Alice Wegmann                       | Sofia Azevedo Prates             |
| Pietra Pan                          | Bárbara                          |
| Neusa Borges                        | Maria                            |
| Leonardo Medeiros                   | Lourenço Luiz Macedo             |
| Leona Cavalli                       | Dra. Celina Macedo               |
| Marcello Melo Jr.                   | Mathias                          |
| Júlia Almeida                       | Lorena                           |
| Rafael Almeida                      | Miguel                           |
| Cláudia Mello                       | Moema                            |
| Luiz Serra                          | Seu Wilson                       |
| Duda Mamberti                       | Josias                           |
| Rita Clemente                       | Aurélia                          |
| Tadeu di Pietro                     | Cléber                           |
| Marat Descartes                     | Lui                              |
| Anna Rita Cerqueira                 | Olívia                           |
| Vitor Navega Motta                  | Francisco                        |
| Kaic Crescente                      | Tiago Oliveira Macedo            |
| Ana Petta                           | Eliete                           |
| Jorge Coutinho                      |                                  |
| Renatta Gomes                       | Bia                              |
| Luís Otávio Moraes                  |                                  |
| Dayse Pozzato                       |                                  |
| Deborah Kalume                      | Cleide                           |
| Isabel Lobo                         |                                  |
| Renata Tobelem                      |                                  |
| Clarissa Kiste                      |                                  |
| Ricardo Martins                     |                                  |

## Diffusion
- Rede Globo (2011-2012)
- TV CPLP
- Ecuavisa
- Teledoce
- Canal 13
- Globo Portugal
- Ukrayina
- Arménie 1
- TCS Canal 4
- ATV
- 2M
- MundoFox
- Telenovela
- Guatevisión
- Venevisión+Plus (2012) / Televen (2015)
- Paravisión
- M1
- Canal Macau
- Happy TV
- TVN
- Viva
- Univision Canada
- IDF1
- Outre-Mer 1re (Polynésie 1re)
- FOX
- Multinoticias
- ABS-CBN (2014) : avec le titre Ana Manuela
- Kompas TV
- Telefe
- Plus Max
- TV5
- RCN Televisión
- Azteca 13
- TV3

## Distinctions

### Récompenses
Quem (2011):
- Meilleure actrice co-star (Marjorie Estiano)

Caras (2011),:
- Meilleure protagoniste (2011), Manuela (Marjorie Estiano), avec 86 % de la préférence du public.

Minha Novela (2011) (critique de télévision), :
- Meilleure actrice (Marjorie Estiano)
- Meilleur Telenovela
- Meilleure actrice de l'enfant (Jesuela Moro)
- Meilleur acteur de l'enfant (Kaic Crescente)

Melhores do Ano (2011):
- Meilleure actrice de l'enfant (Jesuela Moro)

Noveleiros (2011):
- Meilleur Telenovela, avec 36,4 % de la préférence du public

Video Show Retrô (2011):
- Meilleure scène

Contigo (2012),:
- Meilleur auteur (Lícia Manzo)
- Meilleure actrice de l'enfant (Jesuela Moro)